# 不純物
不純物（ふじゅんぶつ）とは、ある物質に、それ以外の物質が僅かに含まれている場合、その本来の物質以外の別の物質のことを指す。不純物は欠陥の一種である。一般には、不純物の存在は、本来の物質の性質を損なうことになる場合が多く、通常は精錬等を通じて不純物をいかに取り除くかに多くの努力が費やされる。ただ、一方では逆に不純物を利用して、本来その物質が持っていなかった新しい性質を引き出し、産業上有用な物質となる場合もある。

## 利用例
シリコンのような半導体においては、不純物を人工的に混ぜることにより、p型半導体、n型半導体を作ることができる。鉄がより強度の高い鋼になるのも不純物の効果による。また、不純物は物質の色（あるいは発光）に影響を及ぼすことがある。たとえば宝石において、主成分は同じ酸化アルミニウム（Al2O3, コランダム）だが、不純物の違いにより、サファイア（不純物：鉄、チタン）やルビー（不純物：クロム）となるのがこの場合である。